# Magomedsalam Gadzhiyev
Magomedsalam Gadzhíyev –en ruso, Магомедсалам Гаджиев ; en azerí, Məmmədsalam Haciyev– (8 de julio de 1972) es un deportista soviético de origen azerbaiyano que compitió en lucha libre. Ganó una medalla de oro en el Campeonato Europeo de Lucha de 1992, en la categoría de 74 kg.
Participó en dos Juegos Olímpicos de Verano, ocupando el cuarto lugar en Barcelona 1992 y el octavo lugar en Atlanta 1996.

## Palmarés internacional
| Representando a la CEI |                    |                |           |
| Campeonato Europeo     |                    |                |           |
| Año                    | Lugar              | Medalla        | Categoría |
| 1992                   | Kaposvár (Hungría) | Medalla de oro | 74 kg     |